# Montzéville
Montzéville é uma comuna francesa na região administrativa de Grande Leste, no departamento de Meuse. Estende-se por uma área de 17,65 km². Em 2010 a comuna tinha 156 habitantes (densidade: 8,8 hab./km²).